# Le Thillay
Le Thillay is een gemeente in het Franse departement Val-d'Oise (regio Île-de-France) en telt 3665 inwoners (1999). De plaats maakt deel uit van het arrondissement Sarcelles.

## Geografie
De oppervlakte van Le Thillay bedraagt 3,9 km², de bevolkingsdichtheid is 939,7 inwoners per km².
De onderstaande kaart toont de ligging van Le Thillay met de belangrijkste infrastructuur en aangrenzende gemeenten.

## Demografie
Onderstaande figuur toont het verloop van het inwonertal (bron: INSEE-tellingen).